# حوزه انتخابیه دوم ویرجینیا
حوزه انتخابیه دوم ویرجینیا یک حوزه انتخابیه مجلس نمایندگان آمریکا است که در ایالت ویرجینیا قرار دارد.